# زبان اشاره آرژانتینی
زبان اشاره آرژانتینی زبان اشاره‌ای است که توسط ناشنوایان و کم شنوایان در آرژانتین استفاده می‌شود.